# 김만증
김만증(金萬增, 1635년 ~ 1720년)은 조선시대 후기의 문신, 학자이다. 본관은 광산으로 자는 경능(景能)이고 호는 돈촌(遯村)이며 시호는 문정(文貞)이다. 판서를 지낸 김익희(金益熙)의 아들. 우암 송시열(宋時烈)의 문인이다. 숙종의 장인이자 인경왕후의 아버지인 광성부원군 김만기의 사촌동생. 인경왕후의 당숙. 충청남도 논산군 연산(連山) 출신
우암 송시열의 문하에서 수학하였으며 1663년(헌종 4) 사마시에 합격하였다. 1664년 음보(蔭補)로 관직에 올라 여러 벼슬을 거쳐 중추부 지사에 이르렀다. 1683년(숙종 9년) 임피현령으로 있을 때 사소한 일로 암행어사의 탄핵으로 파직되었고, 다시는 벼슬을 하지 않았다. 그 뒤 학문 연구에 몰두하였다. 여러 학문을 폭넓게 연구하다 하며, 특히 역사에 밝았다. 그 뒤 만년에 특별히 중추부지사에 임명되었다. 문집으로는 《돈촌유고》가 있다.

## 가족 관계
- 조부 : 김반(金槃)
- 조모 : 연산 서씨(連山 徐氏, 서주의 딸)
  - 아버지 : 김익희(金益熙)
  - 어머니 : 한산 이씨(韓山 李氏, 이덕수의 딸)
    - 형님 : 김만균(金萬均)
    - 형수 : 연안 이씨(延安 李氏, 이일상의 딸, 이단상(김수흥, 김수항, 민유중, 김창국의 사돈)의 질녀)
    - 부인 : 반남 박씨 - 박세교(朴世橋)의 딸이자 정안옹주의 손녀 
      - 장남 : 김진망(金鎭望)
        - 손자 : 김수택(金壽澤)
        - 손자 : 김부택(金副澤)
        - 손서 : 이계(李晵)
        - 손서 : 이천지(李遷之)

      - 사위 : 조론(趙惀, 평양 조씨)
      - 사위 : 송순필(宋舜弼, 은진 송씨)
      - 사위 : 심경현(沈景賢, 청송 심씨)
      - 사위 : 이광의(李廣義, 덕수 이씨)
      - 사위 : 백시철(白時哲)
      - 사위 : 유계(柳誡)
      - 사위 : 송상조(宋相朝)

    - 동생 : 김만배(金萬培)
- 조모 : (구)안동 김씨(舊安東 金氏, 김진려의 딸)

## 저서
- 《돈촌유고》

## 기타
그의 초상화는 2010년 7월 30일 충청남도 유형문화재 제202호로 지정되었다.

## 같이 보기
- 송시열
- 김만중
- 인경왕후
- 김익겸
- 김익훈
- 김만기
- 음서 제도